# Elecciones presidenciales de Colombia de 1958
El domingo 4 de mayo de 1958 se realizaron elecciones presidenciales en Colombia después de nueve años de no efectuarse estos comicios. Resultó ganador el liberal Alberto Lleras Camargo, quien ya había ejercido la Presidencia entre 1945 y 1946, en calidad de presidente encargado.

## Candidaturas
Tras el pacto del Frente Nacional (surgido a la caída de Gustavo Rojas Pinilla), los dos grandes partidos políticos del país (liberal y conservador) decidieron presentar candidaturas únicas a la presidencia durante cuatro periodos consecutivos, acordando que el primer candidato sería conservador. 
Se reunió en 1957 la convención nacional conservadora para elegir candidato, pero la tenaz división entre los sectores ospinista y laureanista no consiguió poner de acuerdo al partido sobre el nombre del candidato, por lo que a propuesta del expresidente Laureano Gómez, se cedió el primer turno de la presidencia al Partido Liberal, sugiriendo la candidatura del expresidente Alberto Lleras Camargo, la cual fue acogida con beneplácito por los dos partidos.
Como oposición al Frente Nacional fue presentada la candidatura del exparlamentario y exministro bogotano Jorge Leyva Urdaneta, miembro del conservatismo y quien había regresado al país luego del exilio que padeció durante el gobierno de Rojas.

## Votantes
Esta elección se caracterizó por ser la primera vez en Colombia en que las mujeres elegían Presidente de la República, gracias al derecho a sufragar mediante el Acto Legislativo n.º 3 del 25 de agosto de 1954. Este derecho fue ejercido por primera vez en el plebiscito del 1 de diciembre de 1957 y fue ratificado en las elecciones parlamentarias del año siguiente en el que Esmeralda Arboleda de Uribe se convirtió en la primera colombiana en obtener un escaño en el Congreso.
De igual forma, esta fue la primera elección presidencial en la que se habilitó para votar a los colombianos residentes en el exterior.
Como consecuencia de estas reformas, para estos comicios se presentaron a votar 3.108.567 colombianos, casi el triple de los votantes registrados en 1949 (1.140.646) y 1946 (1.366.272).

## Candidatos
La siguiente es la lista de candidatos inscritos (por orden alfabético).
| Candidato | Candidato | Candidato                                            | Formación            | Cargos públicos |
| --------- | --------- | ---------------------------------------------------- | -------------------- | --- |
|           |           | Alberto Lleras Camargo 51 años                       | Periodista           | - Representante a la Cámara (1931-1935; 1941-1943) - Ministro de Gobierno (1935-1938) - Embajador ante Estados Unidos (1943) - Ministro de Relaciones Exteriores (1945) - Presidente de la República (1945-1946) - Secretario General de la OEA (1948-1954)                        |
|           |           | Jorge Leyva Urdaneta 45 años Disidencia conservadora | Abogado y Economista | - Concejal de Bogotá (1937-1939) - Diputado a la Asamblea de Cundinamarca (1939-1941) - Representante a la Cámara (1941-1947) - Senador de la República (1947-1953) - Ministro de Fomento (1949) - Gobernador de Cundinamarca (1949-1950) - Ministro de Obras Públicas (1950-1953) |

## Resultados
| Candidato a presidente | Partido o movimiento                  | Votos     |
| ---------------------- | ------------------------------------- | --------- |
| Alberto Lleras Camargo | Liberal (con el apoyo de Conservador) | 2.482.948 |
| Jorge Leyva Urdaneta   | Disidencia conservadora               | 614.861   |
| Otros votos            | Otros votos                           | 290       |
| Votos en blanco        | Votos en blanco                       | 8.303     |
| Total votos válidos    | Total votos válidos                   | 3'098.099 |
| Votos nulos            | Votos nulos                           | 2.165     |
| Total de votantes      | Total de votantes                     | 3'108.567 |

### Por Departamento
| Antioquia          | 244 672 | 91.72% | 21 384 | 8.01%  |
| Atlántico          | 108 252 | 98.61% | 1 349  | 1.22%  |
| Bogotá             | 283 144 | 93.41% | 17 763 | 5.86%  |
| Bolívar            | 161 611 | 96.24% | 6 150  | 3.66%  |
| Boyacá             | 115 872 | 58.87% | 80 623 | 40.96% |
| Viejo Caldas       | 196 011 | 80.97% | 45 363 | 18.73% |
| Cauca              | 103 724 | 96.85% | 3 012  | 2.81%  |
| Chocó              | 32 753  | 95.33% | 1 543  | 4.49%  |
| Córdoba            | 85 494  | 94.50% | 4 887  | 5.40%  |
| Cundinamarca       | 194 134 | 72.73% | 72 194 | 27.04% |
| Huila              | 72 138  | 93.95% | 4 503  | 5.86%  |
| La Guajira         | 15 436  | 93.81% | 1 009  | 6.13%  |
| Magdalena          | 94 227  | 87.22% | 13 738 | 12.71% |
| Meta               | 18 446  | 84.39% | 3 280  | 15.00% |
| Nariño             | 92 232  | 96.07% | 3 589  | 3.73%  |
| Norte de Santander | 65 526  | 39.73% | 99 319 | 60.22% |
| Santander          | 159 406 | 62.82% | 93 964 | 37.03% |
| Tolima             | 152 552 | 73.35% | 55 060 | 26.47% |
| Valle del Cauca    | 265 402 | 76.68% | 79 380 | 22.93% |
| Fuente: El Tiempo  |         |        |        |        |